# Il giardino di Saint-Paul
Il giardino di Saint-Paul è un dipinto a olio su tela (64,5x49 cm) realizzato nel 1889 dal pittore Vincent van Gogh.
È conservato presso una collezione privata.
Il dipinto ritrae il giardino interno del manicomio di Saint-Paul-de-Mausole, nei pressi della città di Saint-Rémy-de-Provence, che aveva ospitato Van Gogh durante l'anno in cui aveva deciso di ricoverarsi. Il giardino era stato in passato un antico chiostro.